# The Chainsmokers
The Chainsmokers — американський ді-джей дует, що складається з Ендрю Таггарта і Алекса Палла. 2014 року сингл «#Selfie» досягнув шістнадцятої сходинки в американському Billboard Hot 100. Також він посів третє місце в Австралії, й одинадцяте у Великій Британії. The Chainsmokers випустили свій дебютний мініальбом Bouquet у жовтні 2015 року. Їх наступний сингл «Roses» досяг топ-10 у Billboard Hot 100, а «Don't Let Me Down» став першим синглом у топ-5. «Closer», у вокальні співпраці з Холзі, вперше очолив хітпарад Billboard Hot 100.

## Передумови

### Учасники

#### Александер Палл
Александер Палл (народився 16 травня 1985) має французьке походження і виріс у Вестчестер-Каунті, Нью-Йорк. Його мати — домогосподарка, батько — артдилер.

#### Ендрю Таггарт
Ендрю Таггарт (народився 31 грудня 1989) має шотландське походження і виховувався у місті Фрипорт, штат Мен. Його мати-вчителька і батько продавець протезів. Його направили на EDM у 15 років, у той час коли він був за кордоном в Аргентині, де його ознайомили з музикою Девіда Гетта, Дафт Панка і Трентемеллера.

### Музичний стиль
Таггарт описав стиль музики дуету, як «щось між інді, поп-музика, танцювальна музика та хіп-хоп». Пара згадала Фаррелл Вільямса і Deadmau5 як музичні впливи.

## Кар'єра

### Початок
The Chainsmokers спочатку складався з Палла і колишнього ді-джея Ретта Бікслера. The Chainsmokers сформувався як EDM ді-джей дует у 2012 році під керівництвом Адама Альперта в Нью-Йорку. Палл, що виріс як ді-джей, познайомився з Таггартом через Альперта, і, на той час, працював у художній галереї в Челсі, Манхеттені.Палл вчив у Нью-Йоркському університеті історію мистецтва та музичний бізнес. Таггарт вчився в Сірак'юському університеті й набував практичної підготовки на Interscope Records, перш ніж двоє зустрілися. Він зацікавився ді-джеїнгом і випуств кілька оригінальних пісень на сайті SoundCloud. Таггарт був проінформований кимось, що працював на Альперта, про те що дует, який ним управлявся, мав вільне місце після того як Бикслер покинув його, це спонукло Таггарта залишити Мейн для того, щоб переїхати до Нью-Йорку. Новосформований дует почав працювати над реміксами інді-груп. У 2012 році вони співпрацювали з Індійською актрисою і співачкою Пріянка Чопра на сингл «Erase», за яким слідкував «The Rookie» на початку 2013 року.

### 2013—2014: перший концерт і прорив

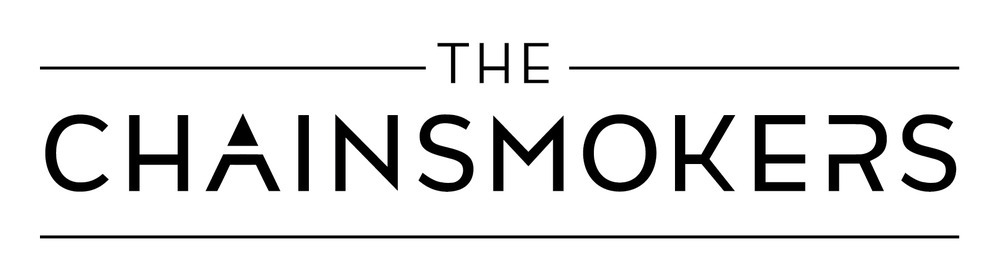
Логотип до 2015 року

Перший концерт для дуету був відкриттям для Timeflies в Termnal 5 у вересні 2014 року. Їхній сингл «#Selfie», вийшов безплатно в грудні 2013 року, його підхопив лейбл Dim Mak Records, який повторно випустив його в січні 2014 і врешті-решт представив його лейблу Republic Records. Дует домігся видатних успіхів коли сингл потрапив у чарти на міжнародному рівні і досяг пікових позицій у чартах танець/Електронний пісні графіку. Палл описав пісню як «зміна життя» для пари. 5 серпня 2014 р. The Chainsemokers випускають «Kanye» у співпраці з sirenXX, який слідкує «#Selfie». Сім місяців пізніше, вони випустили «Let You Go», у співпраці з американською сінті-поп гуртом, Great Good Fine Ok. Підписали із Distrupror Records, спільне підприємство-лейбл з Sony Music Entertaiment через їхнього менеджера Адама Альперта, у квітні 2015 року.

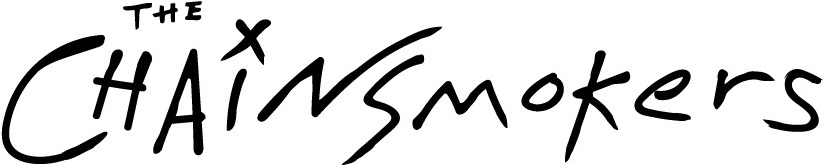
Логотип з 2015 року

### 2015-даний час:BouquetіCollage
The Chainsmokers випустили свій перший міні-альбом під назвою Bouquet, до якого відносяться пісні «New York City», «Until You Were Gone», «Waterbad», «Good Intentions», і «Roses». Їх наступний сингл «Don't Let Me Down», вийшов 5 лютого 2016 року, за участю співачки Daya. Через два місяці, вони випустили сингл, «Insideout», за участю шведської співачки Charlee.
19 березня 2016, гурт грав на Ultra Music Festival,  де вони публічно засудили кандидата в президенти Дональда Трампа. 29 липня 2016 року вони випустили «Closer» за участю співачки Halsey, який досяг першої сходинки в США і Великій Британії, на додаток до одинадцяти чартів в інших країнах. Цей трек також виконали на 2016 MTV VMA. Перформанс зустрінули головним чином із негативом. Кілька публікацій, зокрема Нью-Йорк Таймс, Rolling Stone і Us Weekly згадують їх виступ як найгірший за усю ніч. Таггарт сам заявив в інтерв'ю Billboard, що «це звучить як лайно.» «All We Know» за участю Фібі Райан вийшов 29 вересня 2016. У жовтні 2016 року, The Chainsmokers зайняли 18-е місце в щорічному списку «Топ 100 діджеїв» журналу DJ Magazine, після того, як дебютував у списку на 97-му в 2014 році. Обидва заявили, що вони не планують випустити студійний дебютний альбом.
Вони випустили свій другий міні-альбом Collage 4 листопада 2016 року.

## Цікаві факти
У вересні 2016 року в інтерв'ю з Billboard з'ясувалося, що цитата з їх вебсайту, яка свідчила: «17.34 дюймів… Подумай про це», – була насправді загальною довжиною Паллового та Таггартового пенісів. Палл також заявив, що «ще до успіху, кицька була номером один», і обидва назвали групу Weezer «спрагливими», а дует LMFAO як «ті що одягаються, як ідіоти». При обговоренні 2016 на MTV VMA, Таггарт задекларував, що інші виконавці на заході виконували під фонограму під час своїх виступів. Різні публікації згадують про інтерв'ю як «ганебну».
В інтерв'ю 2016-го з Rolling Stone, Палл сказав, що пісня Леді Гаги, «Perfect Illusion» — «огидна» і назвав продюсера Deadmau5  «мудаком». Ряд ЗМІ піддав критиці коментарі, назвавши їх «грубими», деякі також відзначили коментар, у якому дається зрозуміти, що Ріанна не має трудової етики.

## Дискографія
Студійні альбоми
- Memories...Do Not Open (2017)
- Sick Boy (2018)
- World War Joy (2019)
- So Far So Good (2022)

Мініальбоми
- Bouquet (2015)
- Collage (2016)

## Нагороди та номінації
| Рік  | Нагорода                            | Категорія                                 | Пісня               | Result |
| ---- | ----------------------------------- | ----------------------------------------- | ------------------- | ------ |
| 2014 | Teen Choice Awards                  | Choice Music: Electronic Music Dance Song | «#Selfie»           |        |
| 2016 | Teen Choice Awards                  | Choice Music Group                        | The Chainsmokers    |        |
| 2016 | iHeartRadio Much Music Video Awards | iHeartRadio International Duo or Group    | The Chainsmokers    |        |
| 2016 | Billboard Music Awards              | Best Dance/Electronic Artist              | The Chainsmokers    |        |
| 2016 | Billboard Music Awards              | Top Dance/Electronic Song                 | «Roses»             |        |
| 2016 | MTV Video Music Awards              | Best Electronic Video                     | «Don't Let Me Down» |        |
| 2016 | Latin American Music Awards         | Favorite Dance Song                       | «Don't Let Me Down» |        |
| 2016 | MTV Europe Music Awards             | Best New Act                              | The Chainsmokers    |        |
| 2016 | American Music Awards               | New Artist of the Year                    | The Chainsmokers    |        |
| 2016 | American Music Awards               | Favorite Pop/Rock Band/Duo/Group          | The Chainsmokers    |        |
| 2016 | American Music Awards               | Favorite Electronic/Dance Music Artist    | The Chainsmokers    |        |
| 2016 | American Music Awards               | Collaboration of the Year                 | «Don't Let Me Down» |        |
| 2016 | Los Premios 40 Principales          | International New Artist of the Year      | The Chainsmokers    |        |
| 2016 | NRJ Music Awards                    | Best Single Dance/Electro                 | «Roses»             |        |
| 2016 | NRJ Music Awards                    | Best New DJ                               | The Chainsmokers    |        |
| 2017 | People's Choice Awards              | Favorite Group                            | Collage             |        |
| 2017 | People's Choice Awards              | Favorite Breakout Artist                  | Collage             |        |